# 79 Gwardyjska Brygada Artylerii Rakietowej
79 Gwardyjska Brygada Artylerii Rakietowej – samodzielny związek taktyczny Sił Zbrojnych Federacji Rosyjskiej, służący w Wojskach Lądowych Federacji Rosyjskiej w ramach Zachodniego Okręgu Wojskowego.
Siedzibą sztabu i dowództwa brygady jest Twer.